# Фонте Санта Кроче (Пескара)
Фонте Санта Кроче (итал. Fonte Santa Croce) је насеље у Италији у округу Пескара, региону Абруцо.
Према процени из 2011. у насељу је живело 52 становника. Насеље се налази на надморској висини од 595 м.